# 伊藤祐一

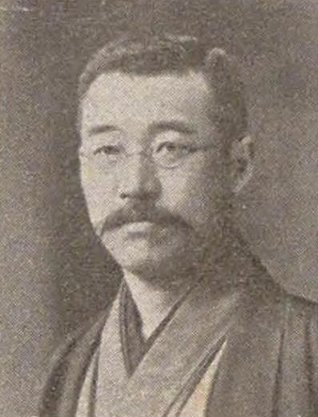
伊藤祐一

伊藤 祐一（いとう すけかず、明治元年11月12日（1868年12月25日） - 大正6年（1917年）10月23日）は、日本の衆議院議員（立憲政友会→立憲同志会）。農商務官僚。

## 経歴
陸奥国弘前（青森県弘前市）出身。1896年（明治29年）、東京帝国大学法科大学を卒業。林務官、農商務参事官、山林局事務官、札幌鉱山監督署長を歴任した。
1912年（明治45年）、第11回衆議院議員総選挙に出馬し、当選を果たした。